# Biru Unjárga
Biru Unjárga är en nordisk äventyrs- och dramafilm från 2024. Filmen är regisserad av Egil Pedersen, som även skrivit manus.
Filmen premiärvisades på Toronto International Film Festival i september 2024 och hade biopremiär i Sverige den 7 februari 2025.

## Handling
Filmen handlar om 15-åriga  Elvira som känner att hon inte passar in i hembygden. Hon drömmer om att få kontakt med sin danska pappa. Men när hennes pappa dyker upp blir det snarare kaos.

## Rollista (i urval)
- Sarah Olaussen Eira – Elvira
- Ingá Elisá Påve Idivuoma – Beate
- Aslat Máhtte Gaup – Terje
- Amund Lode
- Ánne Mággá Wigelius
- Sara Sofia Mienna